# Com matar el teu cap 2
Com matar el teu cap 2 (títol original en anglès: Horrible Bosses 2) és una pel·lícula d'humor negre dels Estats Units de 2014 dirigida per Sean Anders i escrita per Anders i John Morris. És la seqüela de Com matar el teu cap i la protagonitzen Jason Bateman, Charlie Day, Jason Sudeikis, Jennifer Aniston, Jamie Foxx, Chris Pine i Christoph Waltz. La pel·lícula segueix Nick, Kurt i Dale mentre segresten el fill d'un inversor multimilionari per fer-li xantatge després que aquest els foti en un negoci. Es va estrenar el 26 de novembre de 2014 als Estats Units. Aquesta pel·lícula ha estat doblada i subtitulada al català.

## Sinopsi
El Nick i el Dale viuen amargats pels seus caps. El Kurt, en canvi, està content a la feina, però quan l'amo es mor i el succeeix el seu fill, es troba igual que els altres dos. Tan amargats estan que un dia decideixen que han de matar els seus caps. El problema és que no saben com posar-s'hi perquè no ho han fet mai. Per això decideixen contractar els serveis d'un professional. Llavors és quan comencen els problemes.

## Repartiment
- Jason Bateman com a Nick Hendricks
- Jason Sudeikis com a Kurt Buckman
- Charlie Day com a Dale Arbus
- Chris Pine com a Rex Hanson
- Jennifer Aniston com a Dra. Julia Harris
- Jamie Foxx com a Dean Jones
- Kevin Spacey com a David Harken
- Christoph Waltz com a Bert Hanson
- Jonathan Banks com a detectiu Hatcher
- Lindsay Sloane com a Stacy Arbus
- Keegan-Michael Key com a Mike
- Kelly Stables com a Rachel
- Jerry Lambert com a Skip
- Lennon Parham com a Roz
- Suzy Nakamura com a Kim
- Brandon Richardson com a Blake
- Keeley Hazell com a Srta. Lang
- Bruno Amato com a policia addicte al sexe
- Andy Buckley com a agent de vigilància de so
- Sam Richardson com a productor
- Rob Huebel com a executiu de Pinkberry
- Brendan Hunt com a addicte al sexe
- Rebecca Field com a addicte al sexe
- Shelby Chesnes com a corredor (cameo)
- Will Forte com a Derelict (cameo)